# Guillaume Nicloux
Guillaume Nicloux (3 de agosto de 1966) es un actor, director y escritor francés. Es el fundado de la compañía teatral La Troupe. También ha escrito relatos de suspense y ha dirigido largometrajes tanto para el cinecomo para la televisión francesa.
Ganó el Premio al mejor guion en el Festival de Cine de Tribeca  en 2014 por El secuestro de Michel Houellebecq, una versión cómica del aparente secuestro del escritor Michel Houellebecq y protagonizado por el propio escritor.
En 2015, su trabajo Valley of Love fue seleccionado para competir en la sección oficial del Festival Internacional de Cine de Cannes de 2015.

## Filmografía
Director
- Les Enfants volants (1990)
- La Vie crevée (1992, TV)
- Faut pas rire du bonheur (1994)
- Le Poulpe (1998)
- Une affaire privée (2002)
- Cette femme-là (2003)
- El elegido (Le Concile de Pierre) (2006)
- La clef (2007)
- La reine des connes (2009, TV)
- Virgin's Kiss (2009)
- Holiday (2010)
- L'Affaire Gordji : Histoire d'une cohabitation (2012, TV)
- La religiosa (La Religieuse) (2013)
- El secuestro de Michel Houellebecq (L'Enlèvement de Michel Houellebecq) (2014)
- El valle del amor (The Valley of Love) (2015)
- The End (2016)
- Los confines del mundo (Les confins du monde) (2018)
- Thalasso (2019)

Actor
- I Stand Alone (Seul contre tous) (1998)
- Le Poulpe (1998)
- Cette femme-là (2003)
- Cliente (2008)
- En solitario (En solitaire) (2013)